# Куп СР Југославије у рагбију 1993.
Куп СР Југославије у рагбију 1993. је било 1. издање Купа Савезне Републике Југославије у рагбију. 
Трофеј је освојио Партизан.
| Освајач купа Југославије у рагбију 1993. |
| ---------------------------------------- |
| Рагби клуб Партизан 3. трофеј            |